# Molnár János (gyógyszerész)
Molnár János (Körmöcbánya, 1814. december 5. – Budapest, 1885. június 16.) pestvárosi törvényszéki vegyész, a pesti Rókus-kórházi gyógyszertár gondnoka, a bécsi meteorológiai társaság rendes tagja és a barsmegyei gyógyászati egylet tiszteletbeli tagja. A Molnár János-barlang első leírója.

## Élete
A gimnáziumot Pesten végezte és 1839-ben nyert gyógyszerészi oklevelet. A Rókus-kórházi gyógyszertárnak 36 évig működő tagja, a magyarországi biologiai társaságnak elnöke volt. 1869-től Pest város törvényszéki vegyészeként működött, 1872-ig, amikor alapította a Csillaghoz címzett gyógyszertárt Budapesten, melynek tulajdonosa volt.
Elsősorban ásványvízelemzéssel foglalkozott, tanulmányai liszt-, tej- és dohányfüstvizsgálatokról szólnak, valamint a kininkészítmények optikai sajátságairól.

## Írásai
Cikkei a Magyar Term. Társaság Évkönyveiben (II. 1845-50. A pesti Szent-Rochus nevű kórház kutvizeinek vegybontása. III. 1851-56. A budai meleg források physikai s vegytani viszonyairól I. A sárosfürdő, A császárfürdő, A Lukács-fürdő, Böck budai keserűvize, Heinrich vasas forrása Pesten, Az alapi keserűforrás, Pality vize, Erdőbényei ásványvíz. IV. 1857-60. A rókusvölgyi keserű viz, A Lukács-fürdő Budán, rajzzal, Jegyzetek a budai császárfürdő két forrásának Pohl által Bécsben véghezvitt elemzéséhez, rajzzal); a Zeitschrift für Natur- und Heilkundeben (1852. Chemisch-physikalische Untersuchung des im Wieselburger-Komitate auf der Puszta Alap entdeckten Mineralwassers); a M. term. társ. Közlönyében (1860. A gyógyforrások Tarcsán, Vasmegyében, A paulovai ásványvizről, A szolyvai, hársfalui és ploszkói ásványvizek, 1861. A veszprém-palotai ásványviz, 1862. A Mátyás király forrás-vize, 1863-64. A nagy-igmándi ásványvíz, 1866. A pesti kutvizek az 1866. cholera járvány alatt, 1867. A budai mészmárga vegyalkatáról, A vichnyei meleg forrás); a M. Akad. Értesítő, Mathem. és Term. Közlemények (1860. A kikindai keserűviznek vegybontása, 1865-66. A rákospalotai ásványvíz, Tokaj-Hegyalja talajának természetes vegytani tanulmányozása, 1868. Magyarhoni keserű források, 3 tábl.); az Országos m. gazd. egylet Évkönyvében (1860. A tapolczai barlangban, Miskolcz mellől küldött denevértrágya); a Correspondenz für Naturkunde zu Pressburg-ban (1863. Analyse der König Mathiasquelle); a Gyógyszerészi Hetilapban (1862. A Komárom megyei nagy-igmándi ásványviz, 1865. Commentár a meteorologiai észleletekhez, A telkebányai stalaktit alakban képződő ásvány vegyelemzése, mely mint zinkvitriol küldetik szét, 1867. Fenyítő törvényszéki vegytani eljárás villany, phosphor és mireny, arsen feltalálása végett, 1868. A gyöngyösi ásványviz vegyi vizsgálata, Jelentése a dunavíz vegyi viszonyát s az ólomcsövekre való cserehatását illetőleg, Benicky Lajos hullarészeinek vegyvizsgálata; Szinye-Lipóc helyrajza, Fertőtlenítő szerek használata az emberek és illatok betegségeinek elhárítására, angolból, 1869. Szinye-Lipóc ásványvize, Vegyészi jelentés Beniczky Lajos hullarészeit illetőleg, 1870. A pesti kutviz és a vizvezetés, Egy állítólag mérgezés által kimult egyén hullarészeinek vegyvizsgálata és erre vonatkozó vegyészi jelentés, 1871. A borhegyi ásványviz minő- és mennyileges elemzése, 1872. Nézetek a sebészeti észleletek felől egészségügyi tekintetben, Vegyészi jelentés, 1873. A Luchi ásványviz chemiai megvizsgálása, Az «Árpád»-féle új budai keserűviz, A kászonyi ásványviz, A csik-zsögödi ásványvizek, 1874. Függelék Trajánovics Ágoston értekezéséhez: A korhany megfogyatkozásáról a talajban, 1875. A luchi-i ásványvíz, Az ehető földnemnek vegyvizsgálata, 1876. A budai lágymányosi Hunyady László keserűvíz, 1877. A városligeti artézi kut ügyében, Tanulmányok a fény hatásáról); a Gyógyászatban (1872. A borhegyi ásványforrás Erdélyben, Nézetek a sebészeti észleletek felől egészségügyi tekintetben); a M. orvosok és természetvizsgálók Munkálataiban (IX. 1864. A magyarhoni ásványvizek 1847-1863., XIII. 1869. A heves-szolnokmegyei talajnemek physikai s némely vegytani tulajdonságai, XV. 1872. A borhegyi ásványforrás Erdélyben); a Természettudom. Közlönyben (1869. A szinye-lipóczi fürdő, 1873. A luchi ásványviz, 1876. Ehetőföld Nógrádmegyéből).

## Munkái
- Das Lukasbad in naturhistorischer Beziehung. Vorgetragen… in der Sitzung des Naturforscher-Vereines am 17. Juli 1858. Ofen, 1858.
- Monographische Skizze über das Ofner Raizenbad. Pest, 1863.
- A bikszádi ásványviznek (Szathmárm.) vegybontása. Szatmár, 1864.
- A tej orvosrendőri kémlése fővárosunkban. Pest, 1868. (Különnyomat a Gyógyszerészi Hetilapból).
- A liszt vizsgálata orvosrendőri és műipari tekintetben. Pest, 1868. (Különny. a Gyógyszerészi Hetilapból).
- A hévvizek Buda környékén. Pest, 1869. Öt táblázattal. (Mathem. és természettud. Közlemények VIII. 3.).
- Naturhistorische Beschreibung von Szinye-Lipócz und seiner Mineral-Quellen im Sároser Comitate Ungarns. Ausgeführt im Auftrage des Eigenthümers Joseph von Haller durch… Vorgetragen in der Fachsitzung der k. ung. naturhistorischen Gesellschaft in Pest am 5. Mai 1869. Pest, 1869.
- A borhegyi ásványforrás Erdélyben. Pest, 1871. (A m. orvosok és természetvizsgálók aradi nagygyűlésén felolvasta. Németül: Brassó, 1871.).
- Magyarhoni keserű források. Pest, 1872. (Mathem. és term. Közlemények VI. 4. Három táblázattal.).
- Vöröspataki és vörösvágási agalmatolith vegyelemzése. Budapest, 1876. (Mathem. és term. tud. Közlemények XI.).
- “A Budai Rákóczy" keserűviznek vegyelemzése. Budapest, 1876.
- “Aesculap" budai új keserűviz vegytani elemzése. Budapest, 1877.
- Ajnácskő gyógyforrásai és geologiai viszonyai. Budapest, 1881. (Szabó Józseffel együtt. Különnyomat a Természettudom. Közlöny 1861. évf.-ból).